# Photostomias lucingens
Photostomias lucingens es una especie de pez de la familia Stomiidae en el orden de los Stomiiformes.

## Morfología
Los machos pueden llegar alcanzar los 10,9 cm de longitud total.

## Hábitat
Es un pez de mar y de aguas  subtropicales.

## Distribución geográfica
Se encuentra en el Pacífico y al este del  Atlántico sur (entre 5 ° S y 23 ° S).